# Praga 5
Praga 5, anteriormente conocido como Distrito Municipal Praga 5 (en checo: Městská část Praha 5), es un distrito municipal de Praga, República Checa. El distrito administrativo (správní obvod) del mismo nombre se compone de los distritos municipales de Praga 5 y Slivenec.
Praga 5 es uno de los distritos más grandes de Praga y se sitúa en el lado oeste del río Moldava. Está compuesto por los barrios o distritos menores de Smíchov, Radlice, Košíře, Barrandov, Zlíchov, Zličín, Jinonice, Hlubočepy, Motol, Slivenec, Butovice, Chuchle, and Klukovice, así como una pequeña parte de Malá Strana.
El distrito fue el primero en Praga en ofrecer conexión inalámbrica a internet gratuita a sus ciudadanos. Praga 5 está creciendo de forma continua, especialmente tras la reconstrucción del barrio de Anděl en Smíchov. Ahora, Anděl es el corazón de Praga 5, con miles de oficinas y un centro comercial grande, muy fácilmente accesible en transporte público: en la línea B de metro, decenas de líneas de tranvía y autobuses. En el distrito tiene su sede los famosos estudios Barrandov, uno de los más importantes de Europa y notable fuente de ingresos tanto para Praga como para el país.